# Drepanepteryx algidus
Drepanepteryx algidus là một loài côn trùng trong họ Hemerobiidae thuộc bộ Neuroptera. Loài này được Erichson in Middendorff miêu tả năm 1851.